# Houpačka
O rozhlasové hitparádě pojednává článek Dvanáct na houpačce.

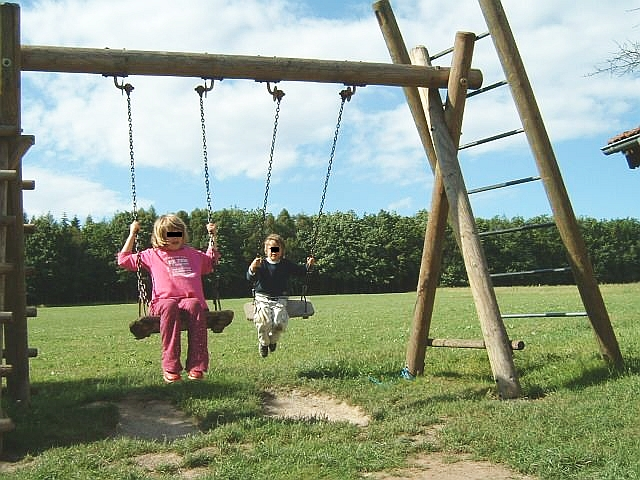
Zavěšená houpačka

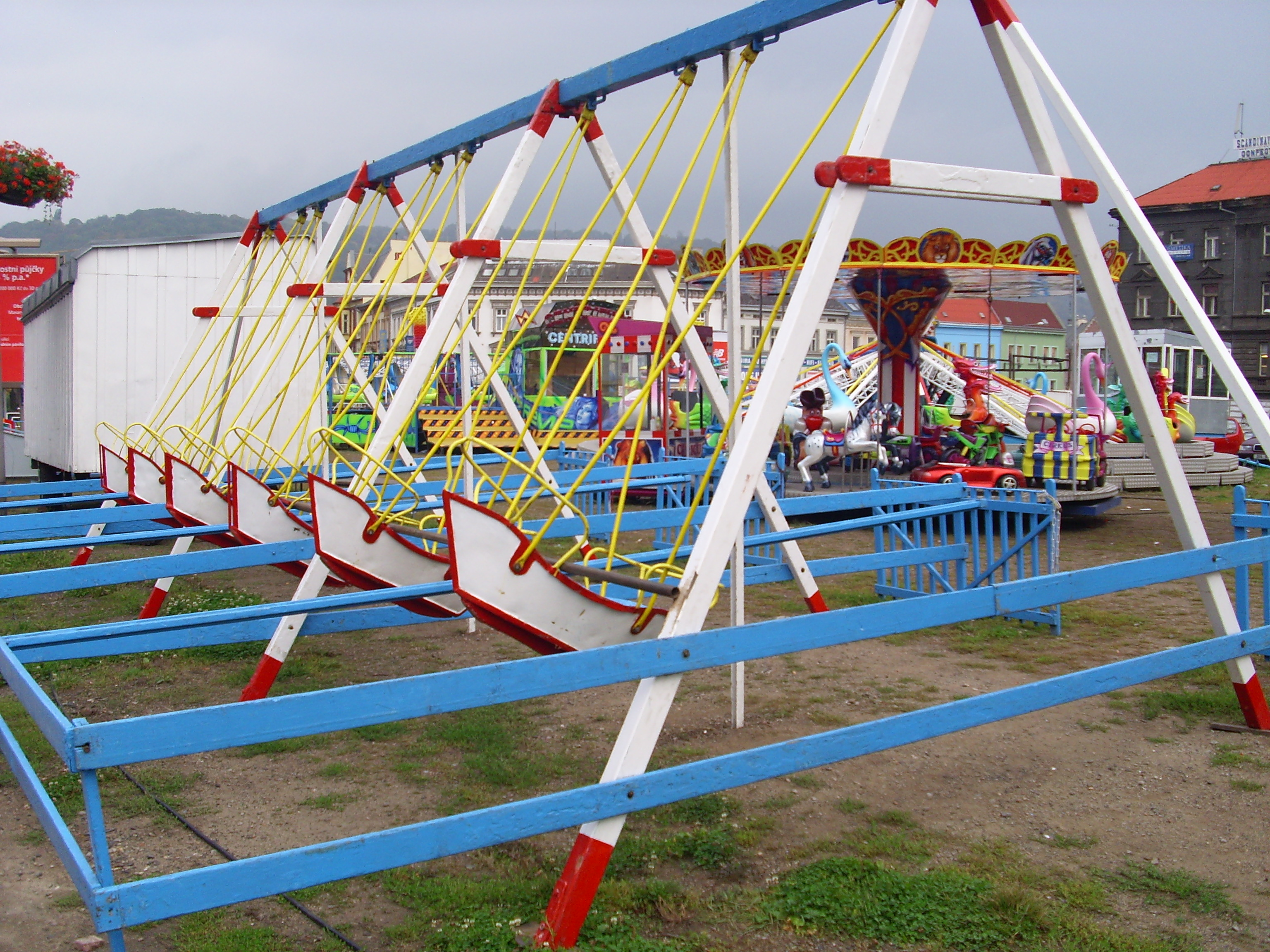
Lodičky – pouťová varianta visutých houpaček

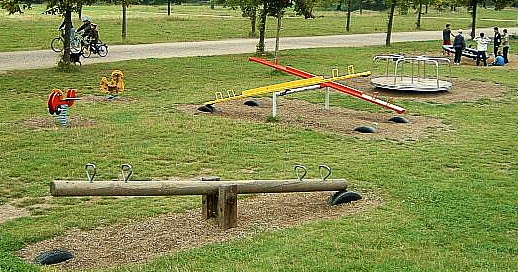
Podepřená páková houpačka

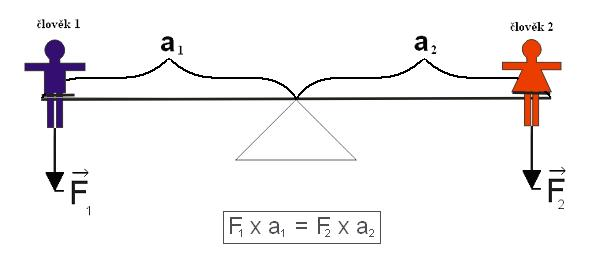
Houpačka v rovnováze

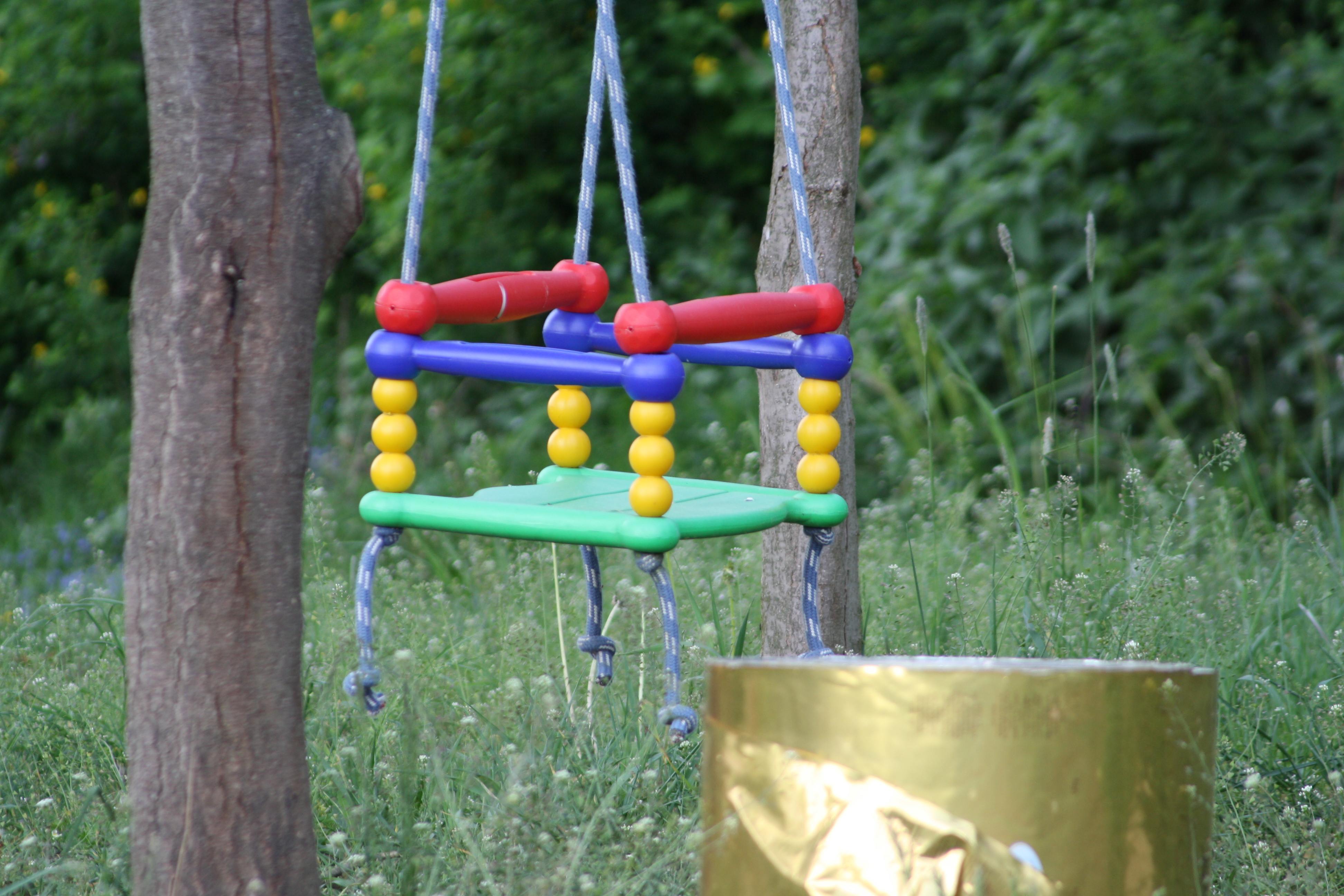
Detail sedátka houpačky

Houpačka je v češtině společný název pro tři skupiny dětských zábavných zařízení:
- Páková houpačka (anglicky seesaw); běžně je to dlouhá tyč, která je uprostřed podepřena a na koncích má sedátka, a je určena pro dvě děti (osoby) sedící naproti sobě, pracuje na principu páky
- Visutá houpačka (anglicky swing); jednodušší typy mají podobu sedátka zavěšeného na provazech i řetězech, používá se však i zavěšení na tyčích; náročnější provedení mohou být zavěšena pomocí hřídelového složení, které může umožňovat i přetočení horní polohou o 360 stupňů. Malou visutou houpačku určenou pro nejmenší děti lze vytvořit i v interiéru ve dveřích obytných místností.
- Jiné mohou využívat i jiné fyzikální principy k houpání (např. hydraulický tlak, tlak vzduchu, elektromagnetické síly aj.) nebo mohou mít netradiční konstrukci či jiné doplňky.

První dva typy houpaček bývají běžnou součástí dětských hřišť, větší verze visutých houpaček lze nalézt na poutích, jedná se také o artistické (divadelní, cirkusové, varietní či kabaretní) náčiní. Houpačky se rovněž používají jako hračky pro okrasné ptactvo v zajetí, jako např. papoušky – většinou jde o dřívko či klacek připevněný ke stropu klece či voliéry.
Existují i klecové visuté houpačky pro více osob, které bývají vybaveny protizávažím a jde tedy v principu o kombinaci visuté a pákové houpačky.
Existují také houpačky pro vozíčkáře aj.

## Galerie

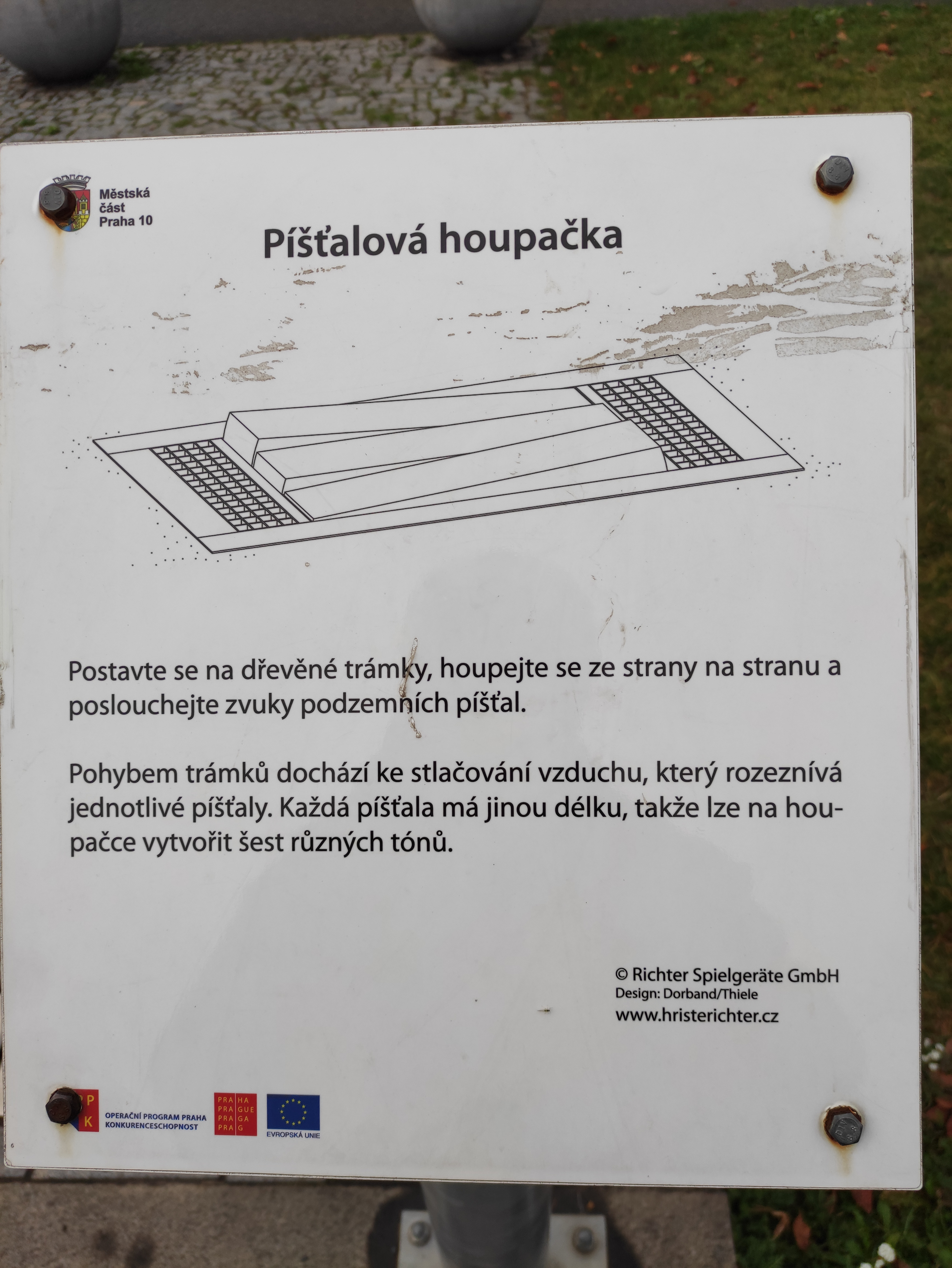
Píšťalová houpačka, Malešický park, Praha
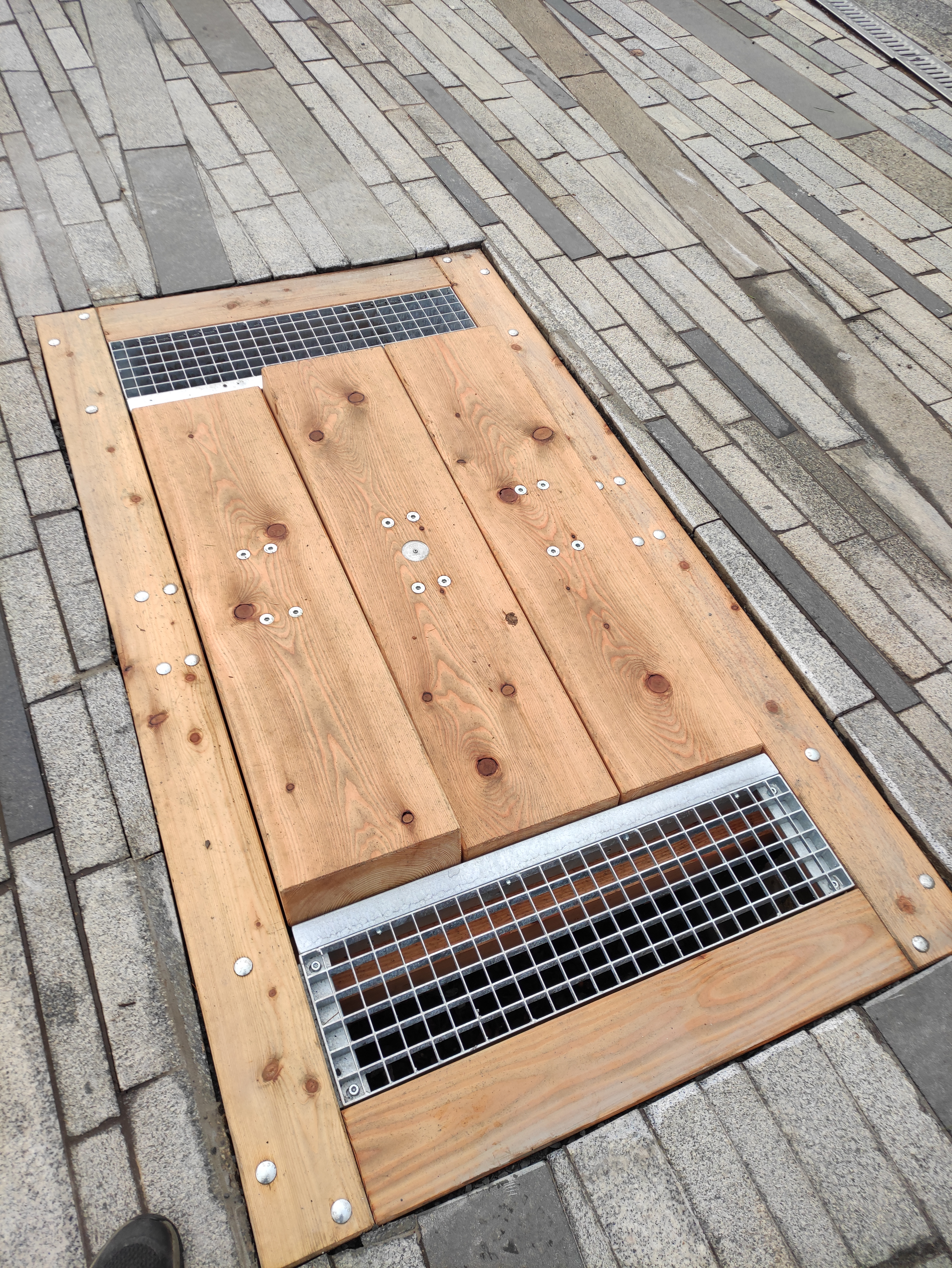
Píšťalová houpačka, Malešický park, Praha